# Edgar Honetschläger
Edgar Honetschläger, né en 1967 à Linz, est un artiste, réalisateur et scénariste autrichien.

## Biographie
Cosmopolite, il a vécu à New York, puis à Rome, Palerme, Brasilia, São Paulo, San Francisco et Tokyo. Son parcours artistique est imprégné de ce goût pour le voyage.
Ses œuvres, d’une grande variété, mêlent dessin, photographie, installations, performances, films ainsi que des projets satellites comme Chickens Suit©, une ligne de vêtements pour poulets conçue en 2005 avec Wilhelm Mahringer, en réaction à l’exposition mondiale de 2005 à Aichi. Ce gadget inutile représente pour les artistes une manifestation anticapitaliste.
Au sein de cette profusion existe cependant une réelle cohérence. Dénominateurs communs de ses travaux, l’individualisme et la célébration des différences culturelles sont des thèmes essentiels. Pour l’artiste « la diversité est une nécessité. Chercher à le nier constitue une menace pour la beauté de la pluralité des langages et des convictions, la différence des moyens d’expression et des approches de la vie. » Ses images traduisent une insatiable curiosité de l’autre, dans un questionnement permanent. 
Son travail de réalisateur s’inscrit également dans cette dynamique. Concernant le premier long-métrage, Milk, sorti en 1997, le critique Donald Richie écrit « Milk évoque des attitudes et (…) des idées qui concernent toutes ce puissant nexus contemporain : notre amie Aliénation (voir Antonioni pour un traitement plus lourd) certes devenue inoffensive, mais qui n’en demeure pas moins aliénation. »
Edgar Honetschläger participe à de nombreuses expositions, seul et en groupe, dont, en 1997, l’exposition documenta X (Cassel, Allemagne), dirigée par Catherine David. Ses réalisations cinématographiques ont été diffusées en avant-première à la Berlinale, au Festival international du film de Rotterdam, ainsi qu’à la Viennale, festival du film autrichien.
Il partage aujourd’hui sa vie entre Tokyo et Vienne, où il dirige le COM Institute (Tokyo) et l’EDOKO Institute (Vienne). 

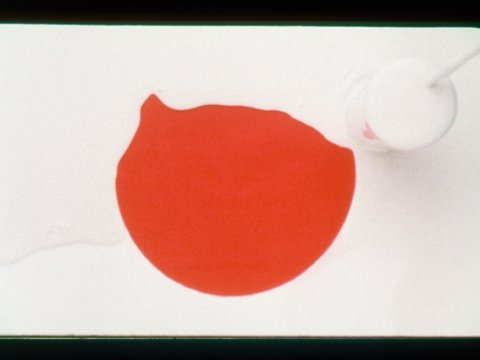
Plan d'ouverture du film MILK - 1997

## Filmographie
- 2008 : Sugar&Ice, Court-métrage
- 2006 : Beijing Holiday, Court-métrage
- 2005 : Erni, Court-métrage
- 2003 : Il mare e la Torta, Essai Cinématographique
- 2002 : George in Hollywood, Court-métrage
- 2002 : Enduring Freedom, Film sur Internet
- 2001 : Isola Farnese, Court-métrage
- 2000 : L+R, Essai Cinématographique
- 2000 : Colors = the history of chocolate, masaccio, in times of emergency, Trilogie
- 1999 : Sardines, Scénario pour Susan Landau Finch
- 1999 : Randzonen, Spot pour le cinéma
- 1997 : Milk, Long-métrage
- 1996 : 97-(13+1), Court-métrage
- 1995 : HCN MIAU, Spot publicitaire pour la firme Humanic
- 1994 : Gadgets, Court-métrage
- 1991 : Sequences, Court-métrage
- 2008 : Sugar&Ice, Court-métrage
- 2010 : Aun, Long-métrage
- 2013 : Omsch, Long-métrage
- 2016 : Los Feliz, Long-métrage, 105 min[1].

## Expositions
- 2009 : Lentos Linz; Kunsthalle Krems ; Casino Luxembourg - Forum d'art contemporain (Luxembourg)
- 2008 : Wien Museum; Bibliothèque nationale autrichienne - Vienne
- 2007 : Musée national du palais - Taipei (Taiwan); Institut Ursula Blickle - Kraichtal (Allemagne)
- 2006 : Hammer Museum - Los Angeles; Aarhus Art Building (Danemark)
- 2005 : Exposition spécialisée de 2005 - Aichi (Japon) ; Hangar 7 - Salzbourg (Autriche)
- 2004 : Galerie Charim - Vienne
- 2002 : Kunsthallen Brandts - Odense (Danemark)
- 2001 : Landesgalerie am Oberösterreichischen Landesmuseum - Linz; Steirischer Herbst - Graz; Triennale de Milan
- 2000 : Kunsthalle Vienne, Kunsthalle Krems, FIAC - Paris
- 1997 : Documenta X - Cassel (Allemagne); Griffin Contemporary Exhibitions - Los Angeles; Art Basel - Bâle (Suisse)
- 1994 : Sagacho Exhibit Space - Tokyo
- 1993 : Galerie Hosomi - Tokyo; Galerie SAI - Osaka
- 1992 : Kunst Raum - Stuttgart; Institut Culturel Autrichien - New York; Galerie Asacloth - Tokyo
- 1991 : MJS Books and Graphics - New York
- 1990 : palais Wittgenstein - Vienne

## Actualité et projets futurs
Honetschläger prépare un long–métrage, intitulé AUN, qui brosse un portrait du monde dans douze mille ans.[évasif] Une exposition, Edopolis, lui est actuellement consacrée au Casino Luxembourg – forum d’art contemporain.